# 芳賀幸四郎
芳賀 幸四郎（はが こうしろう、1908年1月25日 - 1996年8月6日）は、日本史学者。東京教育大学名誉教授。東山文化研究の第一人者。また、禅を極め、臨済宗妙心寺派系の法を嗣ぐ老師でもあった。庵号を「如々庵」（にょにょあん）、道号を「洞然」（とうねん）。

## 経歴
出生から修学期
1908年、山形県寒河江に生まれた。1926年、東京高等師範学校（後の東京教育大学、現在の筑波大学）に合格したが、翌1927年に山形の連隊に入隊。除隊後に小学校の訓導となり、山形県女子師範を卒業したばかりの藤田洋子と知り合い、キリスト教会に通った。
1928年、東京高等師範学校に入学。1930年、藤田洋子と結婚するが、マルクス主義に染まり、1931年2月、検挙される。不起訴処分となり、退学を命ぜられて山形に戻った。長男でのちの東大教授・芳賀徹が生まれたのはこの5月であった。定職がなく、山形高校を受験したが、前歴のため不合格となった。
1934年、東京高等師範学校に復学。1935年、東京高等師範学校を卒業。
卒業後は山形県の鶴岡中学校に勤め、家族で鶴岡市に転居、夫人は小学校で教えた。1938年、東京文理科大学国史科入学。翌年夫人は山形市の実家に二子を置いて上京し、小学校に勤務した。1941年、東京文理科大学を卒業。
東京文理科大学時代(戦前)
卒業後は、東京文理科大学の助手に採用された。また、二子を引き取った。同時に、国民精神文化研究所の協力機関・日本文化協会の研究生となり、マルクス主義批判の研究を始めた。1944年に講師昇進の話があったが、思想的経歴のために認められなかった。1945年、最初の著書『東山文化の研究』を上梓。
太平洋戦争後
戦後、1946年に東京文理科大学講師に昇格。1950年に助教授昇格。1964年からは文学部教授となった。1971年に東京文理科大学を定年退職し、名誉教授となった。その後は大東文化大学文学部教授として教鞭を執り、1981年まで務めた。1996年に死去。

## 受賞・栄典
- 1981年：叙勲三等授瑞宝章を受章。
- 1996年：叙従四位。

## 研究内容・業績
専門は日本中世史と禅で、原勝郎の衣鉢を継いで中世公家文化を研究した。『三条西実隆』のほか、歴史教科書を数多く書いている。禅においては、在家のまま本格の修行をする「人間禅」の師家。その著作は『芳賀幸四郎歴史論集』全4巻としてまとめられた。

### 禅の修行歴
禅を極め、臨済宗妙心寺派系の法を修めた。庵号を如々庵（にょにょあん）、道号を洞然（とうねん）。自ら一行物の墨蹟を数多く残すとともに、老師として禅語の解説書も著わした。
- 1934年　両忘庵釈宗活老師に入門。その法嗣の一夢庵大峡竹堂・耕雲庵立田英山老師に参じる
- 1948年　両忘禅協会が解散した後も、人間禅設立に参画して修行を続ける
- 1953年　室内の事（じ）を了畢（りょうひつ）
- 1958年　耕雲庵老師の法を嗣ぐ。師家
- 北海道、新潟の担当老師。

## 家族・親族
- 夫人：藤田洋子
- 息子：芳賀徹は文学者。東京大学教授。
- 孫：芳賀満は考古学者。東北大学教授。

## 著書
単著
- 『東山文化の研究』河出書房 1945
- 『近世文化の形成と伝統』河出書房 1948
- 『日本史新研究』池田書店 1950
- 『日本のれきし』偕成社 1956
- 『中世日本の形成』弘文堂 1956
- 『中世禅林の学問および文学に関する研究』日本学術振興会 1956
- 『大学受験日本史演習 テーブル式』評論社 1960
- 『三条西実隆』吉川弘文館(人物叢書) 1960
- 『東山文化』塙書房 1962
- 『学研中学歴史』学習研究社 1962
- 『千利休』吉川弘文館(人物叢書) 1963
- 『禅入門 現代の危機をすくうもの』芳賀洞然名義、講談社(ミリオン・ブックス) 1963
- 『安土桃山時代の文化』至文堂(日本歴史新書) 1964
- 『群雄のあらそい 室町・戦国時代』偕成社(少年少女日本の歴史) 1967
- 『精説日本史研究』中教出版 1969
- 『禅語の茶掛一行物』淡交社 1973
- 『禅語の茶掛一行物』続 淡交社 1974
- 『禅語の茶掛一行物』続々 淡交社 1977
- 『わび茶の研究』淡交社 1978
- 『沢庵』(文人書譜 5) 淡交社、1979
- 『禅語の茶掛一行物 又続』淡交社 1984
- 『禅語の茶掛一行物』又又 淡交社 1989
- 『一行書のよみかた』世界文化社(家庭画報特選) 1994
- 『五灯会元鈔講話 中国禅界の巨匠たち』芳賀洞然 淡交社 1996
- 『新版一行物 禅語の茶掛〈上巻〉』『同〈下巻〉』淡交社 1996
- 『禅の心・茶の心』たちばな出版 1996
- 『茶席の一行』世界文化社 1998

著作集
- 『芳賀幸四郎歴史論集』(全4巻) 思文閣出版 1981

編著
- 『日本人名辞典』岩崎書店、1957
- 『日本史辞典』岩崎書店、1957
- 『京の禅寺』太田博太郎・玉村竹二共著、淡交新社 1961
- 『日本史の教室』藤木邦彦共編著、吉川弘文館 1965
- 『芸道思想集』(日本の思想 7) 筑摩書房 1971
- 『大徳寺と茶道』淡交社 1972

記念論集
- 日本社会史研究 芳賀幸四郎先生古稀記念論文集編集委員会 笠間書院、1980
- 日本文化史研究 芳賀幸四郎先生古稀記念論文集編集委員会 笠間書院、1980